# Vodní koridor Dunaj–Odra–Labe
Vodní koridor Dunaj–Odra–Labe (oficiální název) nebo také průplav, kanál či vodní cesta Dunaj–Odra–Labe, D–O–L, DOL, byl uvažovaný projekt mezinárodní vodní cesty, který měl spojit řeky Dunaj, Odru a Labe pro vodní dopravu. Kromě těchto řek měla mít významnou roli v projektu řeka Morava – především zdrže již dříve splavněného úseku pro menší lodě podél Baťova kanálu. Většina realizace měla být na území České republiky. V únoru 2023 vláda České republiky projekt ukončila.

## Historie

### Středověk a novověk

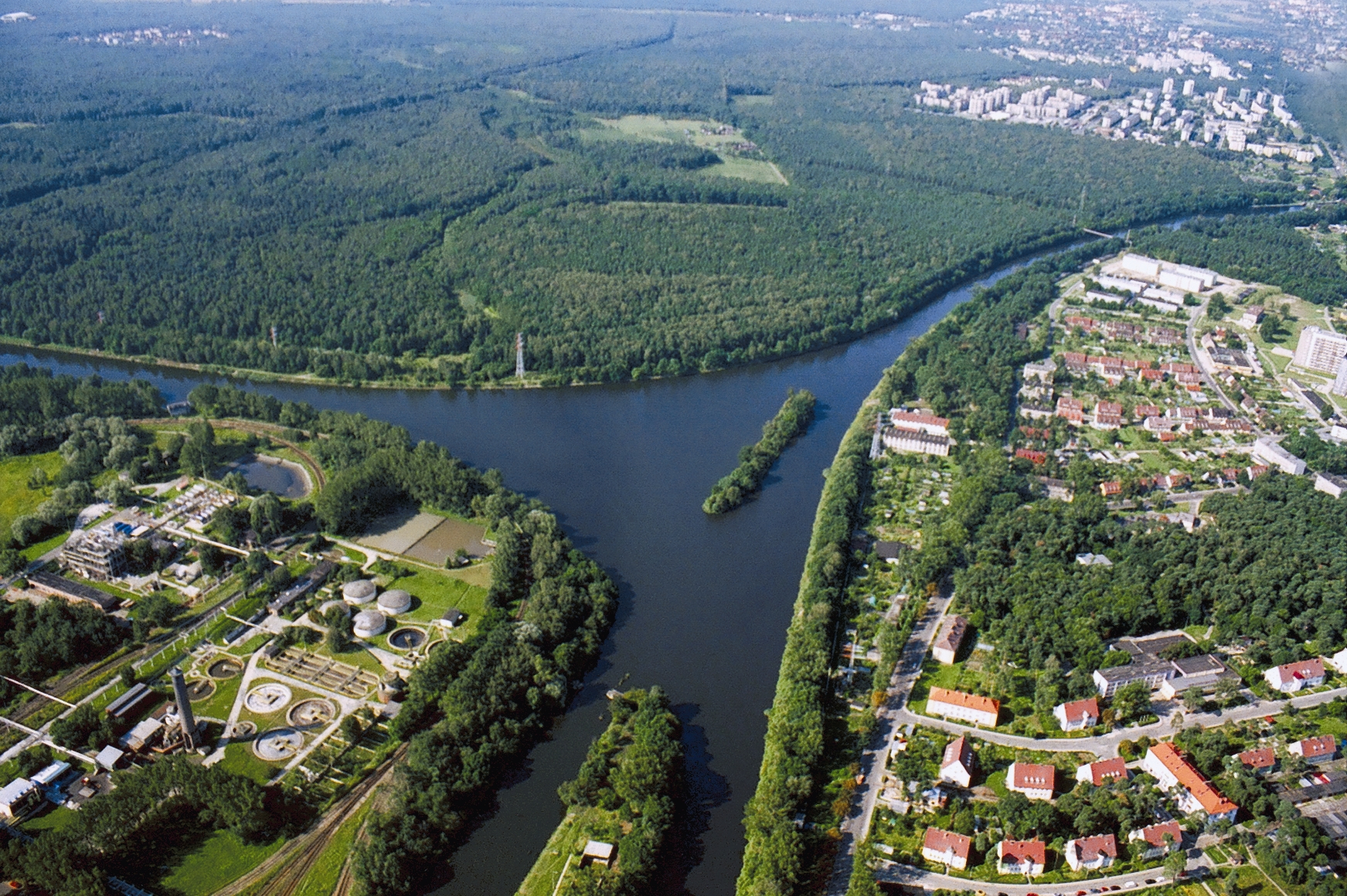
Křižovatka průplavu Dunaj–Odra–Labe s Glivickým průplavem u Kandřínu-Kozlí v Polsku

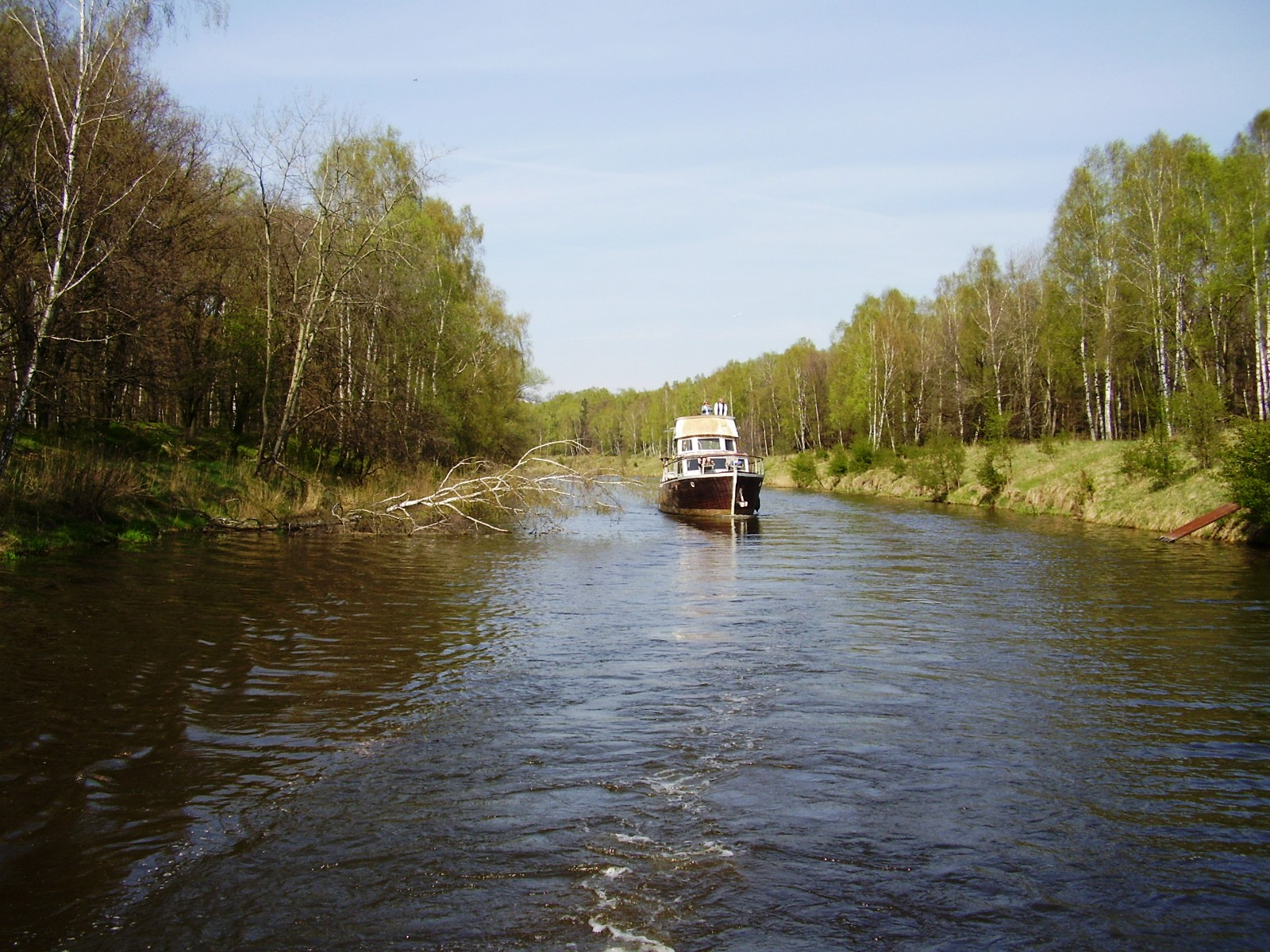
Plavba po hotovém úseku průplavu Dunaj–Odra–Labe u města Kandřín-Kozlí

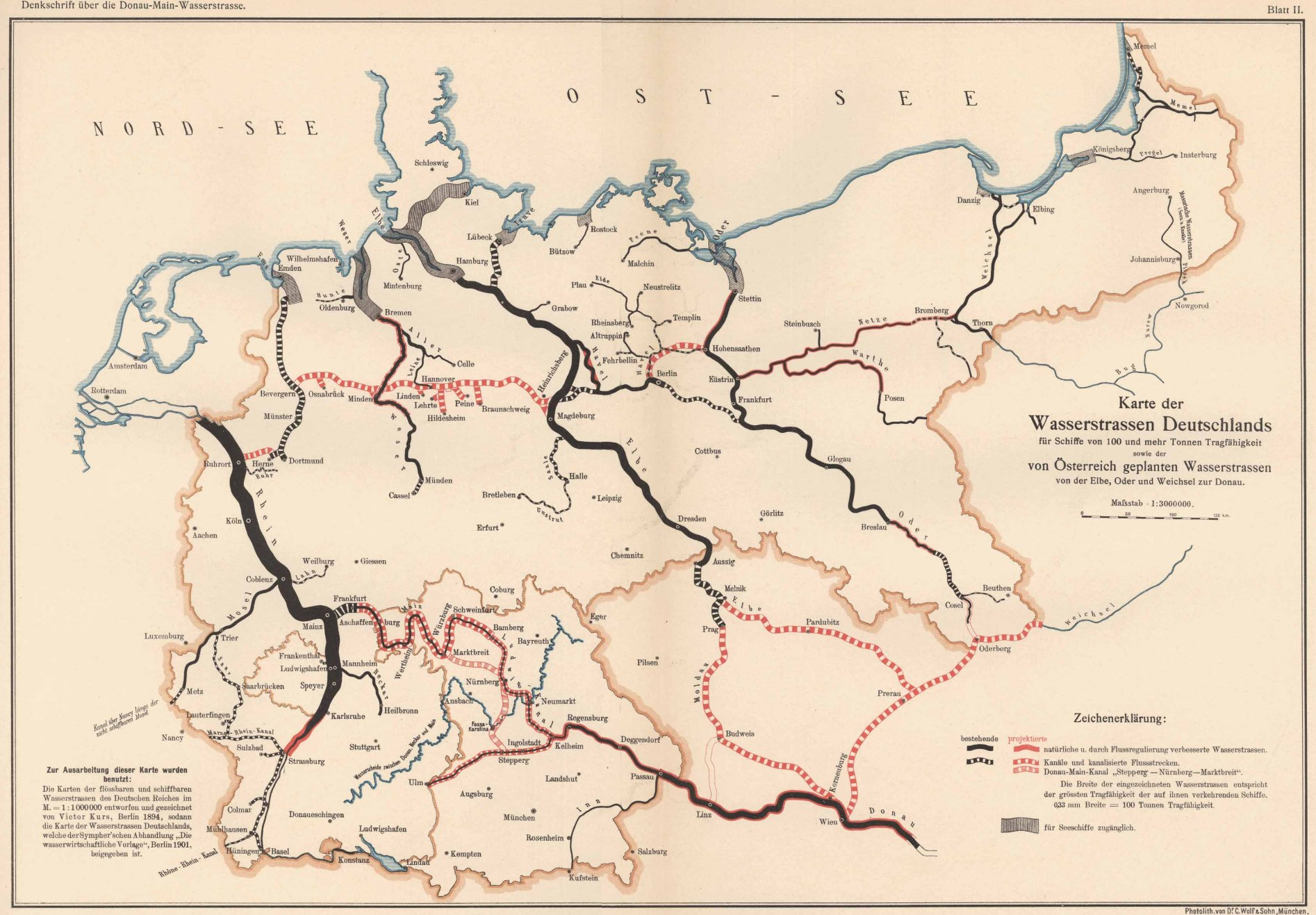
Existující a plánované vodní cesty Německého císařství a Rakousko-Uherska v roce 1903

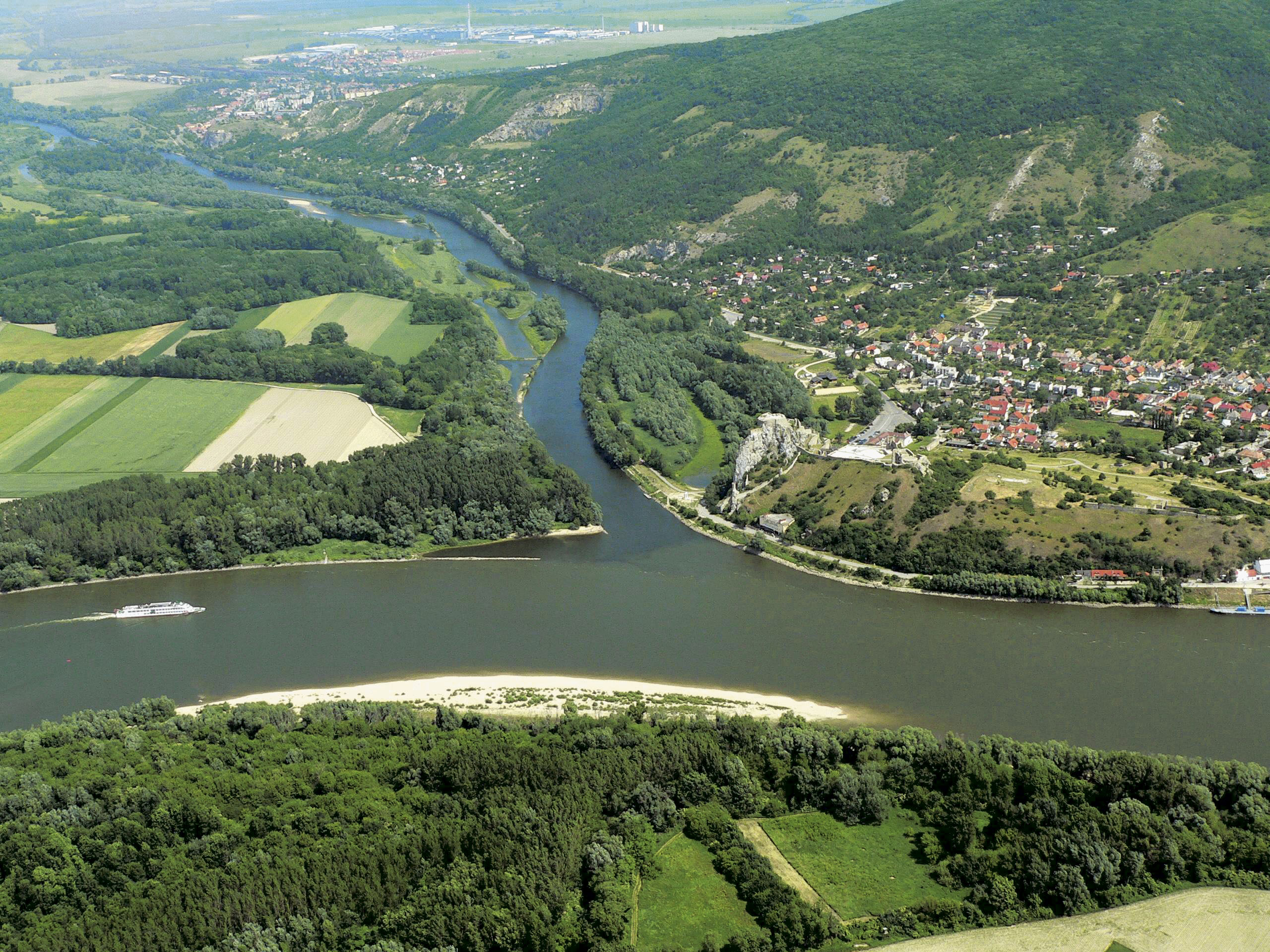
Vodní koridor D–O–L, počátek trasy u Děvína na Slovensku (var. A a D)

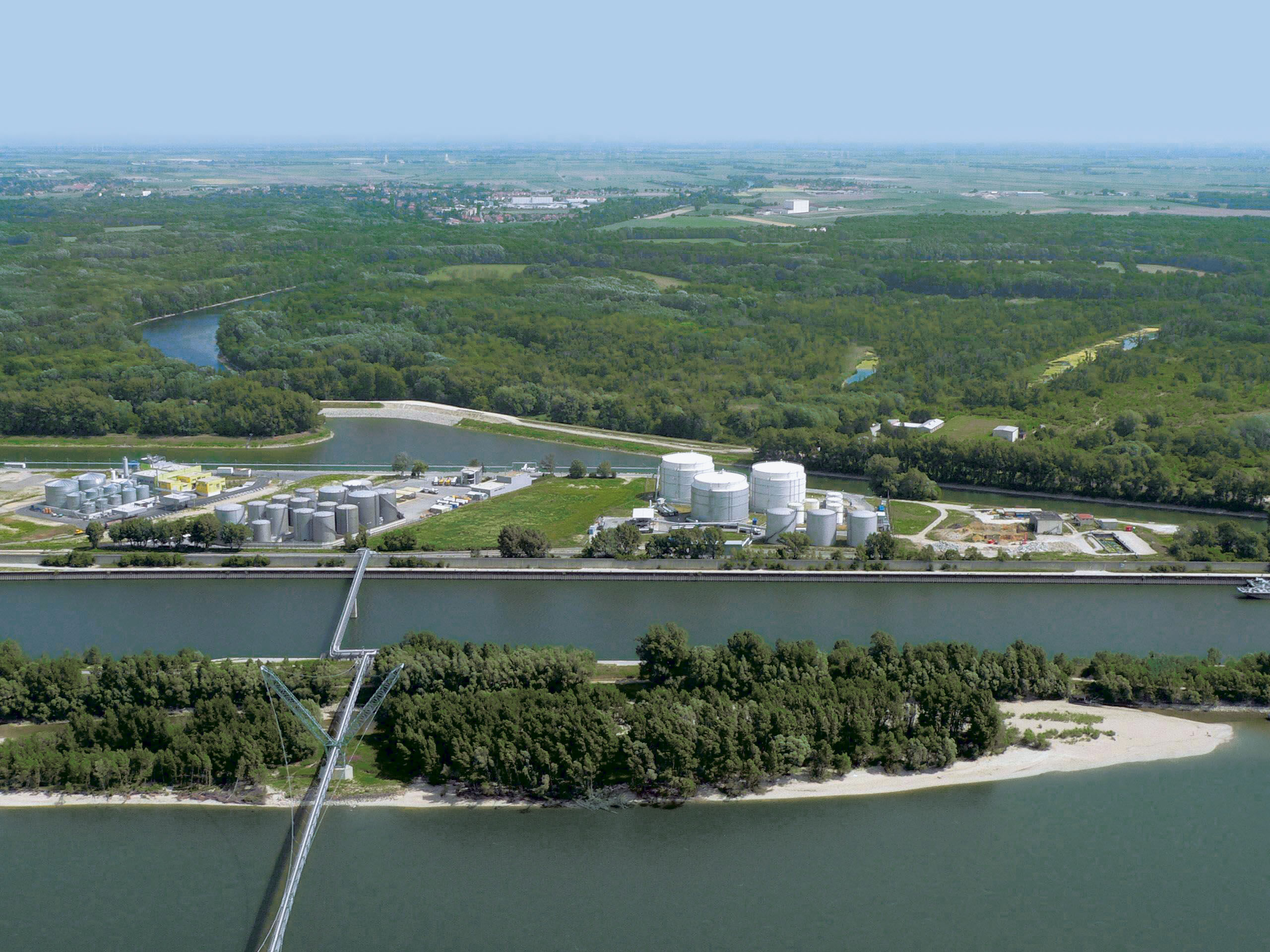
Vodní koridor D–O–L, počátek trasy ve Vídni v Rakousku (var. B a C)

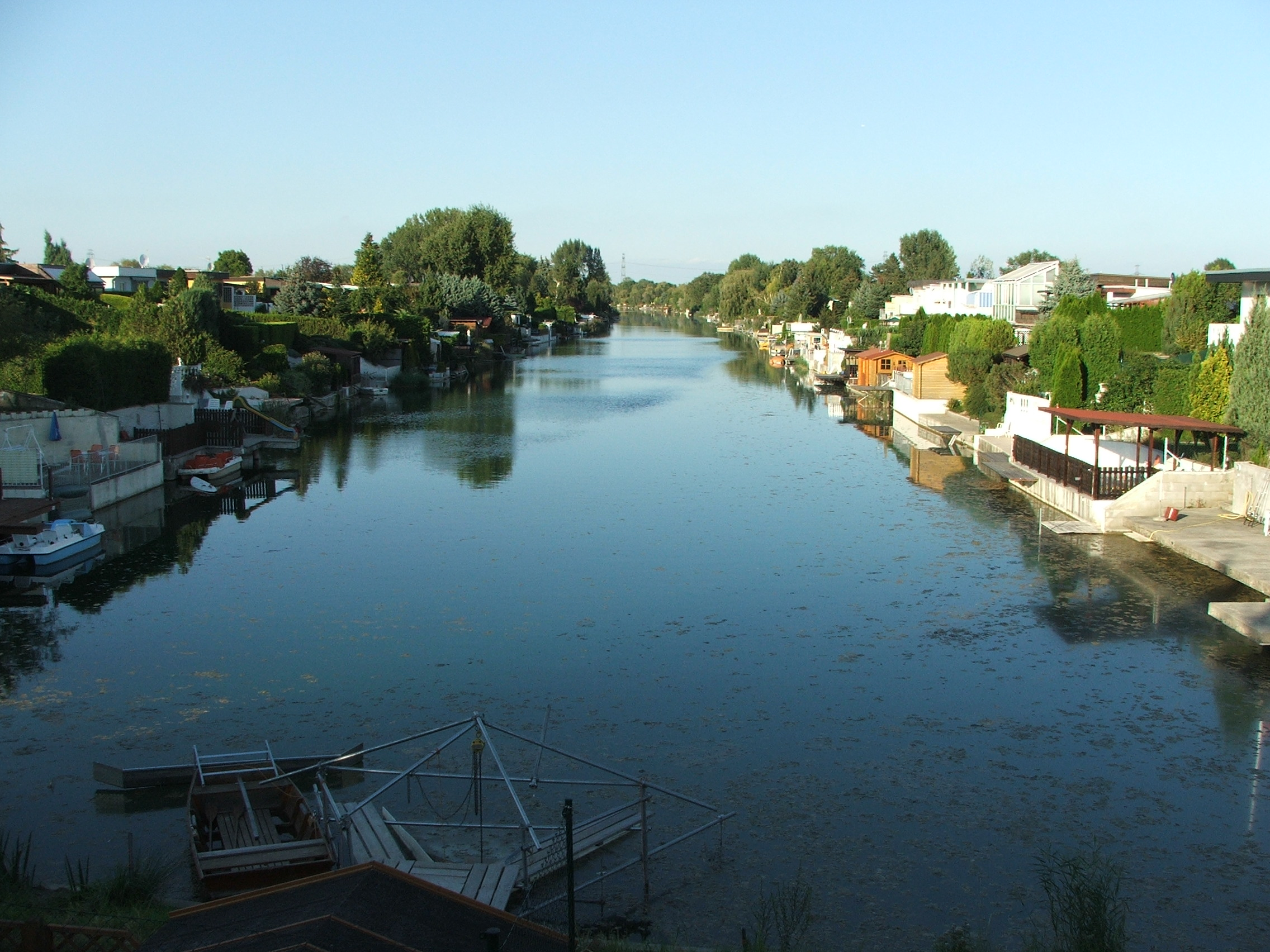
Průplav Odra–Dunaj, úsek vybudovaný v letech 1939–1943 nedaleko Vídně

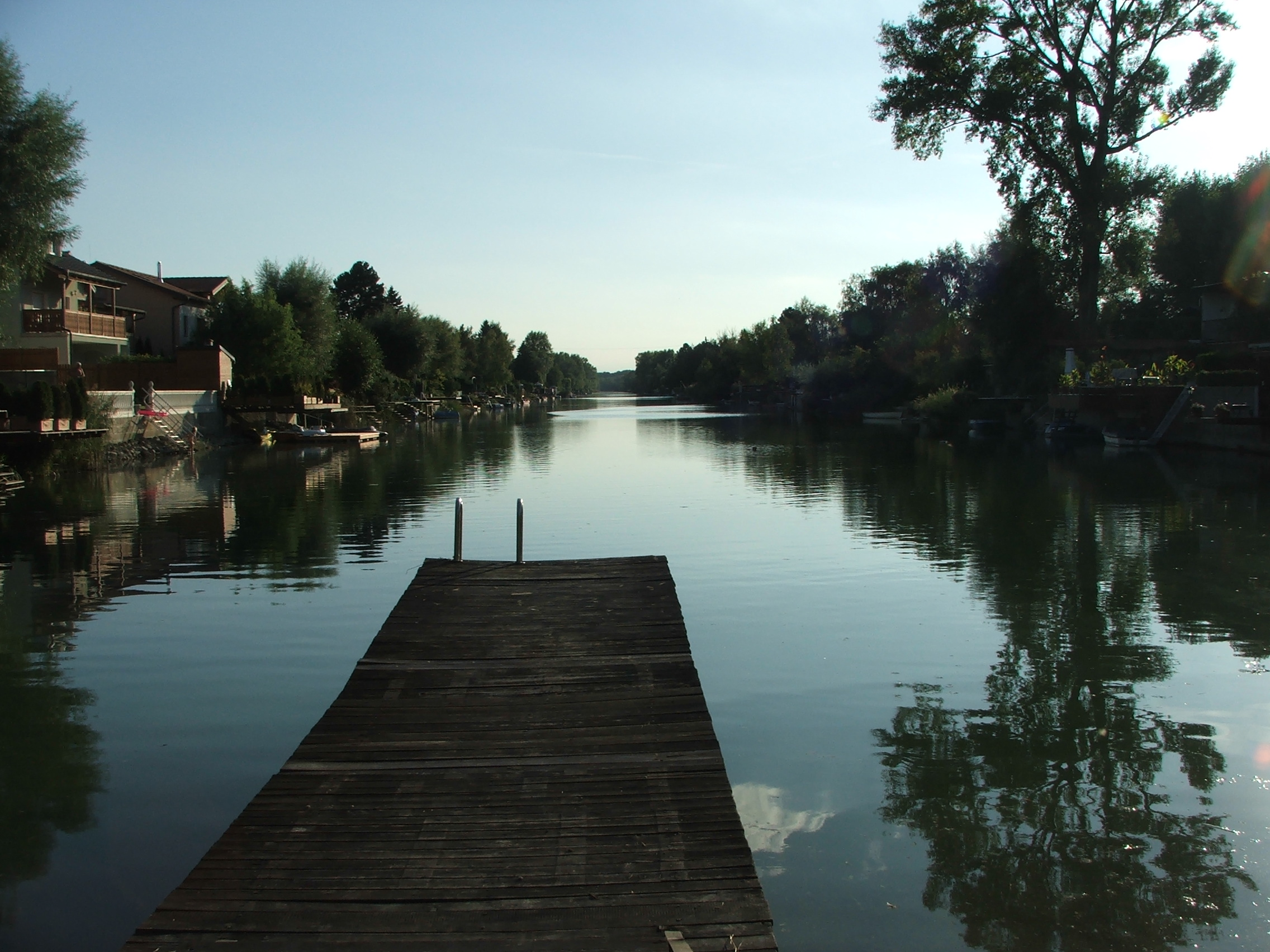
Průplav Odra–Dunaj, úsek vybudovaný v letech 1939–1943 nedaleko Vídně

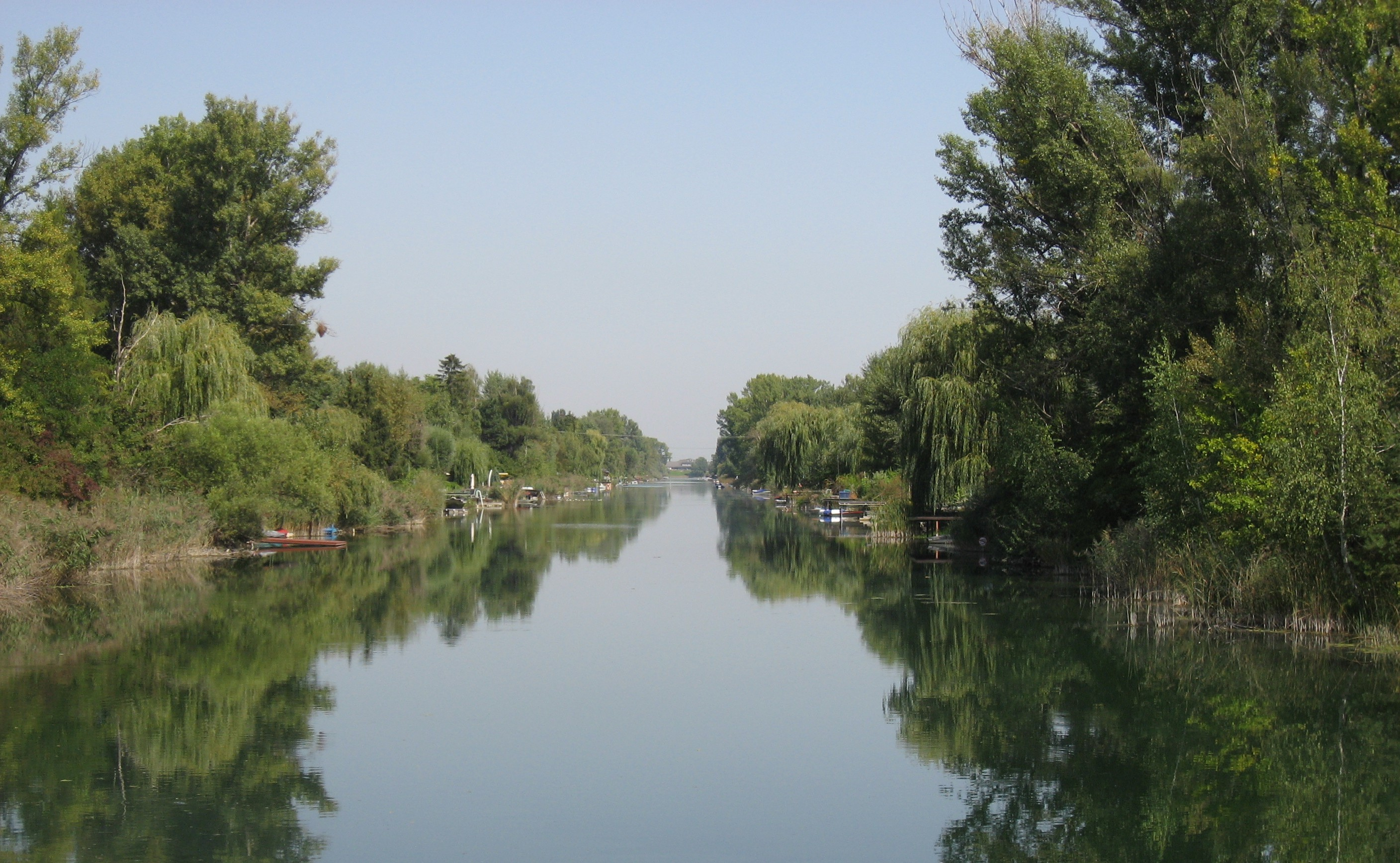
Průplav Odra–Dunaj, úsek vybudovaný v letech 1939–1943 ve Vídni u Lobaustraße

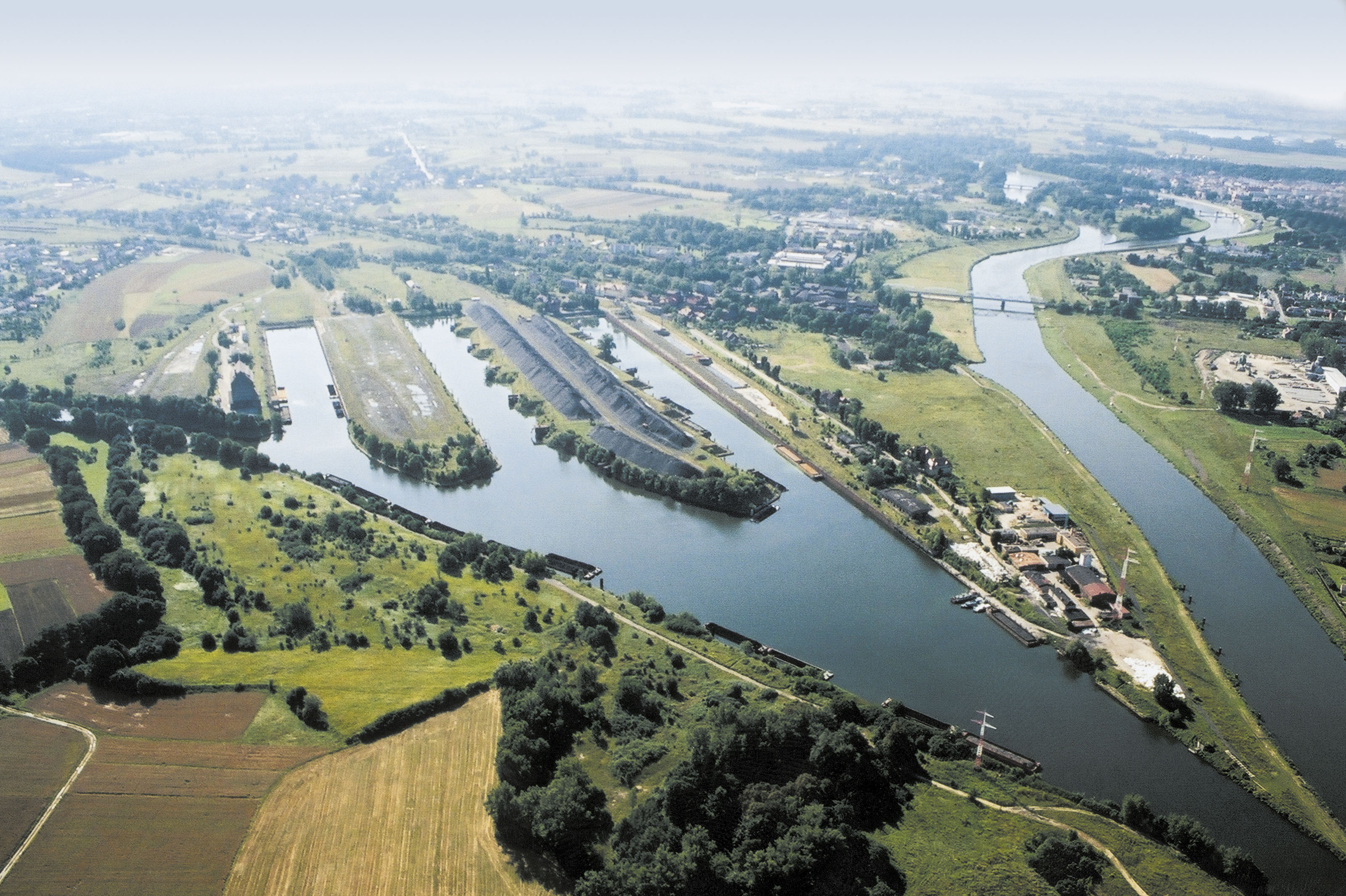
Přístav Koźle, vyústění Gliwického průplavu a splavná řeka Odra, kterou prochází trasa vodního koridoru D–O–L

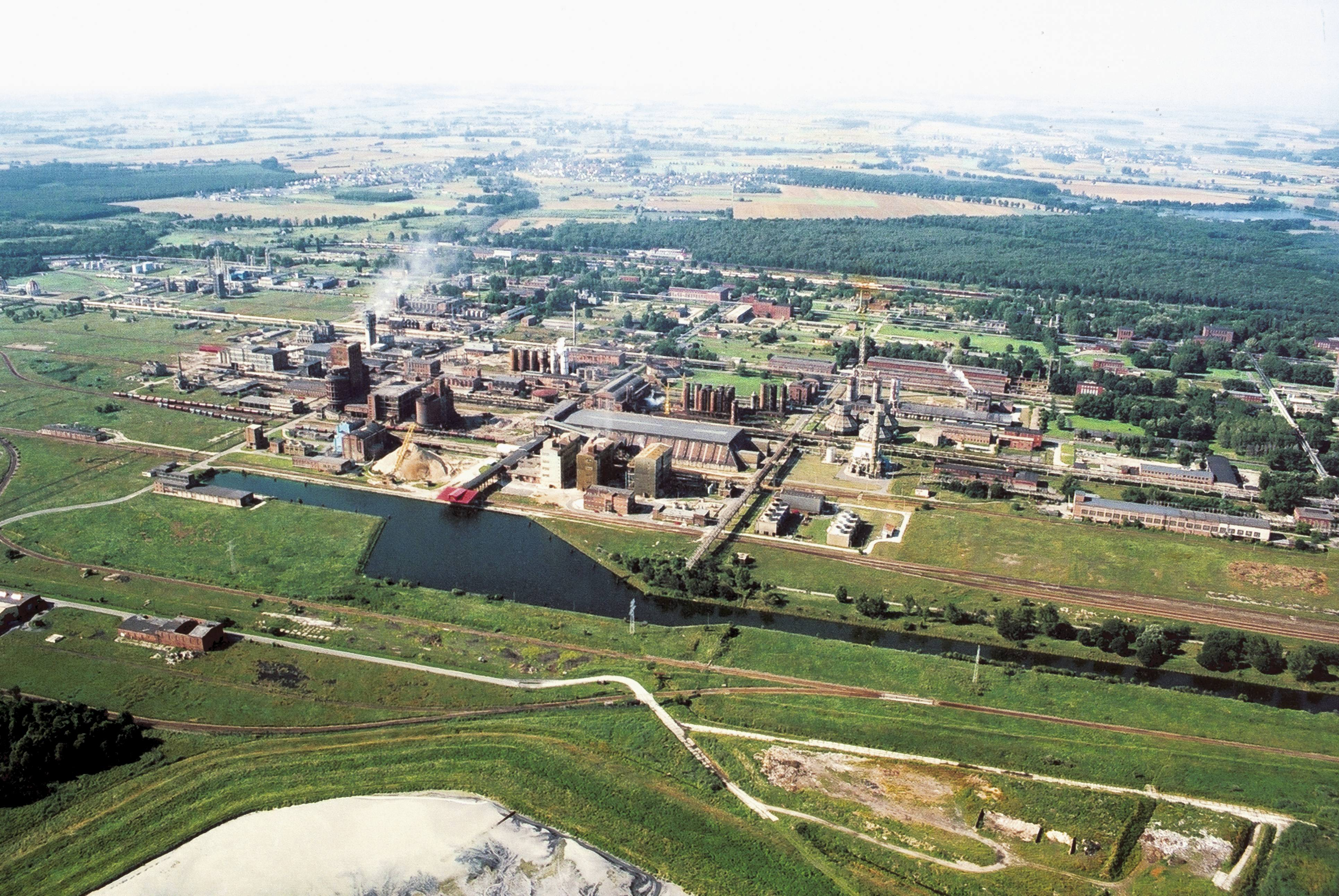
Koncový přístav Kędzierzynského průplavu, dokončená část průplavu Odra–Dunaj postavená v letech 1939–1943

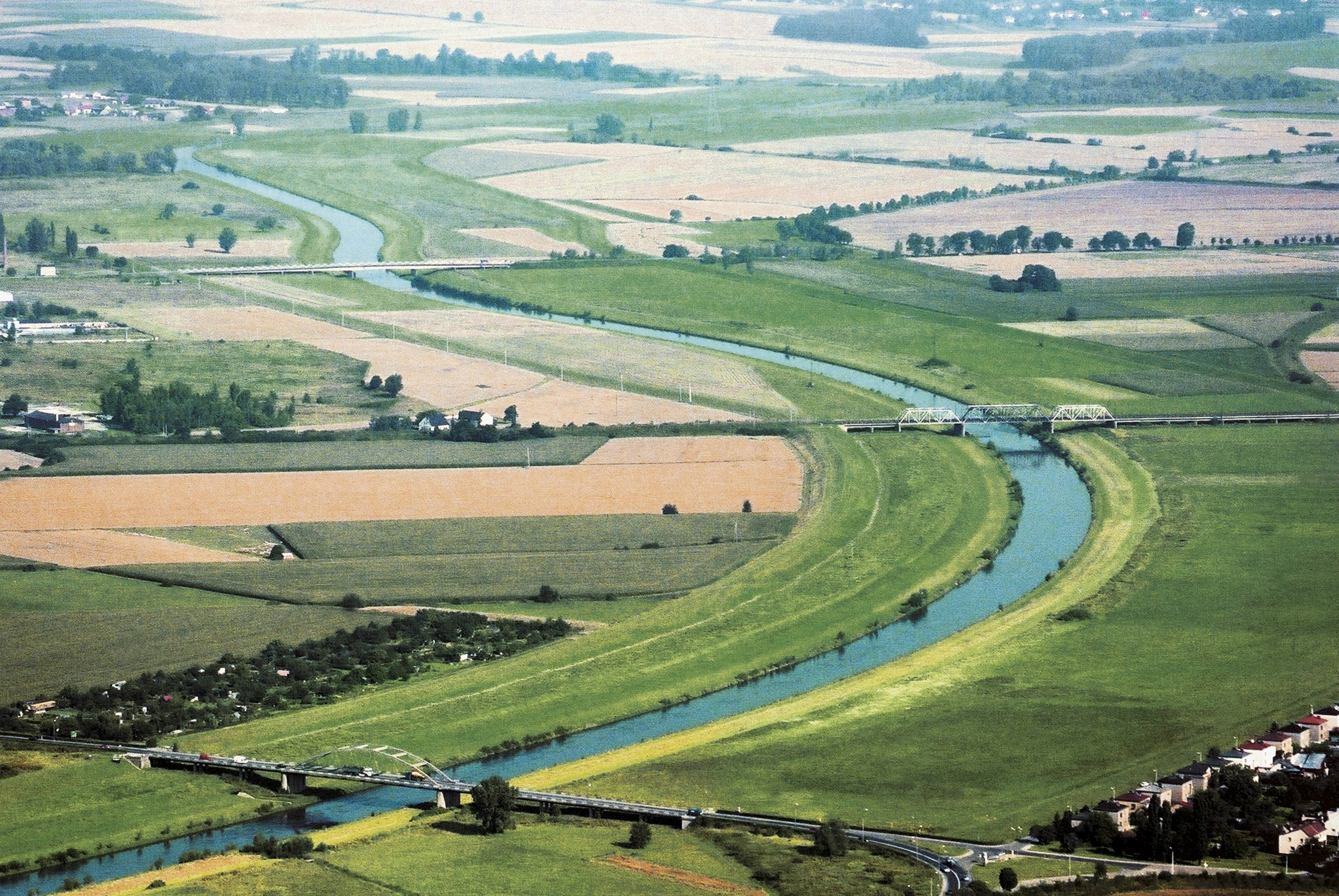
Trasa vodního koridoru D–O–L je plánována odlehčovacím kanálem kolem města Racibórz, který byl vybudován, aby umožnil budoucí plavbu

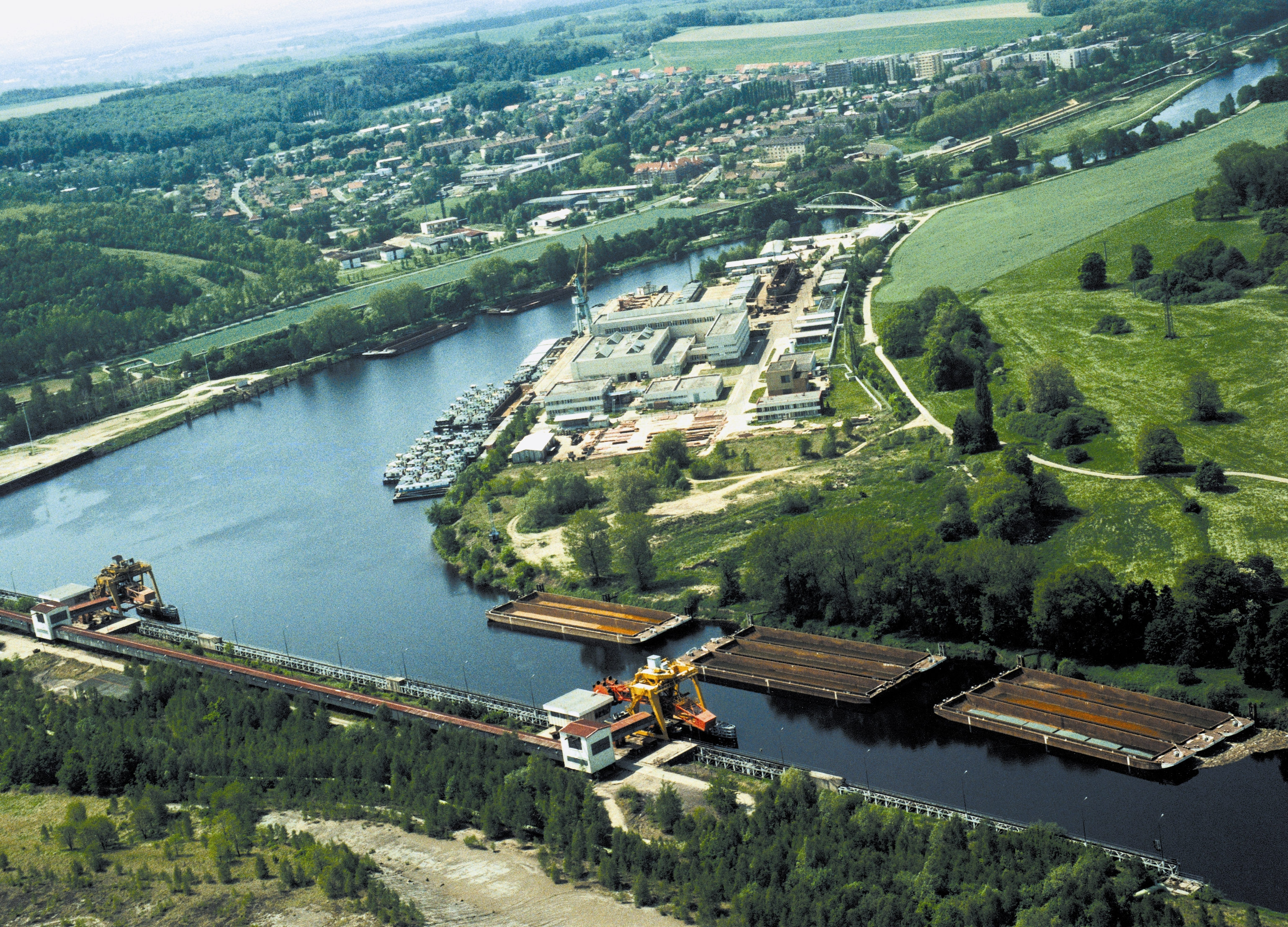
Přístav Chvaletice je zatím koncovým přístavem na Labi

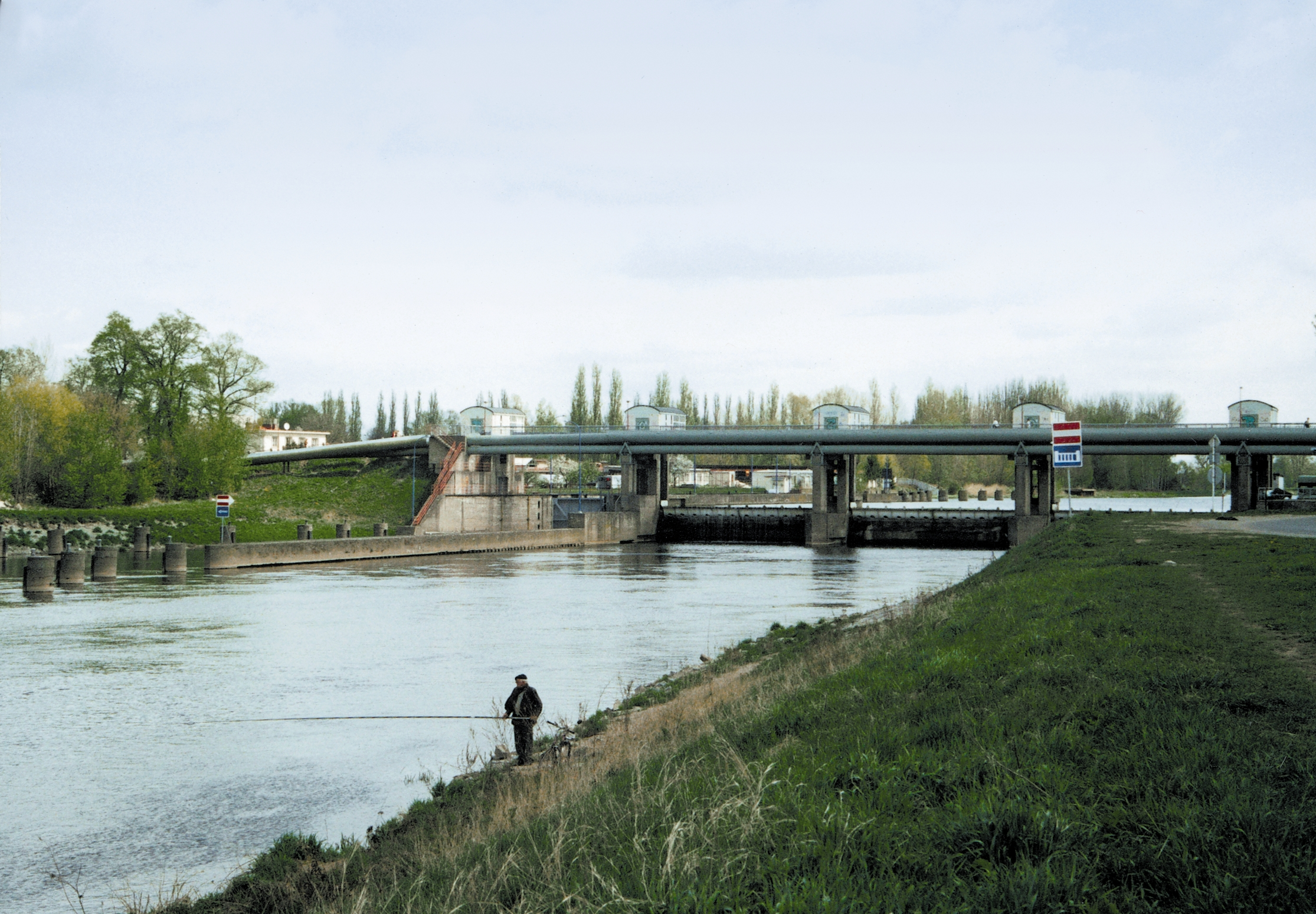
Zdymadlo na Labi v Pardubicích bylo dokončeno v roce 1969. Na zdrž tohoto stupně měl navazovat vlastní koridor D–O–L

Renesanční historik a spisovatel Jan Dubravius, který vydal 1552 latinské Dějiny království českého, se domníval, že Karel IV. průplav začal stavět ve snaze převést trasu benátského zboží do Brugg přes české území, tedy propojení Dunaje a Vltavy (a tím i Labe).
V roce 1653 moravský zemský sněm za podpory říšsko-německého císaře a českého krále Ferdinanda III. zvolil zvláštní komisi pro usplavnění řeky Moravy a její propojení s řekou Odrou. Tímto se zabýval italský architekt Filiberto Lucchese, který vyprojektoval podél řeky potahové stezky a 15 nádrží, ze kterých by byla v suchých obdobích periodicky vypouštěna voda. Náklady na stavbu měly být pokryty pouze formou roboty. Král v roce 1657 zemřel a v roce 1663 pronikla vojska Osmanské říše až na Moravu, a návrh se tak v neklidné době nedočkal uskutečnění.
Dalším, kdo se propojením řek Dunaje a Odry zabýval, byl Lothar Vogemont, nizozemský duchovní. Ten sepsal v roce 1700 traktát „Pojednání o užitečnosti, možnosti a způsobu spojení Dunaje s Odrou, Vislou a Labem plavebním kanálem“, což je první návrh na propojení všech tří povodí (Dunaje, Odry a Labe).
V 18. století a na počátku 19. století byla otázka splavnění řeky Moravy i průplavu k Odře výzvou, na níž odpovídala řada inženýrů vlastními návrhy. V roce 1719 vypracoval plukovník Norbert Wenzel von Linck z pevnosti Uherské Hradiště projekt na úpravu řeky Moravy pro plavbu, do mapy však zároveň zanesl i průplav k Odře odbočující z Bečvy u Hustopečí nad Bečvou. V roce 1722 byla podle návrhu vybudována plavební komora u Rohatce, první stavba tohoto druhu v českých zemích. Od té doby na řece Moravě i Odře probíhala plavba menších lodí o nosnosti 10 tun.
V roce 1873 vypracovali prof. Oelwein a Ing. Pontzen pro anglo-rakouskou banku projekt průplavu Dunaj–Odra, který počítal s nosností člunů 240 tun. Trasa odbočovala z Dunaje u Grossenzendorfu východně od Vídně a byla vedena po pravém břehu Moravy a Bečvy po Hranice a dále do údolí Odry k Bohumínu. Tohoto vedení se většinou držely i další návrhy, a to až do doby vzniku Československé republiky. Průplav byl schválen v roce 1873 oběma komorami vídeňského parlamentu. Ve stejném roce získala banka koncesi na vybudování průplavu. Hospodářská krize v témže roce realizaci projektu odsunula. Koncesi nakonec odkoupila Severní dráha císaře Františka Ferdinanda, ta se stavbou nepočítala a tím potenciální konkurenci zlikvidovala.
Roku 1893 zřídilo vídeňské ministerstvo obchodu oddělení pro studium a stavbu průplavů, které vypracovalo projekt dunajsko-oderského průplavu a navrhlo i jeho napojení na střední Labe, jakož i připojení Visly a Dněstru. Tyto práce vyústily na počátku 20. století do politického úsilí, o prosazení tzv. vodocestného zákona.
Dne 16. března 1900 vznesla Obchodní a živnostenská komora v Praze požadavek, aby byl vybudován průplav Dunaj–Odra–Labe. V říšské radě tuto myšlenku z českých poslanců jednoznačně podporovali mladočeši. Pro vybudování průplavu byli také poslanci Dolních Rakous, Slezska a Haliče. 11. června 1901 byl podepsán Vodocestný zákon, ve kterém byla zakotvena i výstavba průplavu Dunaj–Odra–Labe. Zákon stanovil že realizace má být zahájena roku 1904 a dokončena ve lhůtě 20 let. Vodní cesty byly navrhovány pro lodě dunajského typu o délce 67 m, šířce 8,2 m a nosnosti 600 t při ponoru 1,8 m. Správa vybudovaných vodních cest měla náležet státu, který měl také určovat a vybírat dávky a poplatky za používání vodních cest a staveb k nim patřících. Ředitelství pro stavbu vodních cest zahájilo svou činnost v roce 1902 ve Vídni. Později vznikly jeho expozitury v Praze (1903), v Krakově (1905) a v Přerově (1907). Velký význam pro rozvoj evropského vodocestného stavitelství měla mezinárodní „přerovská soutěž“ vypsaná 19. dubna 1903 na návrh zdvihadlového stupně u Újezdce o spádu 36 m. Návrhy a řešení, jež byly předloženy, byly v řadě případů realizovány při výstavbě vodních cest i o desítky let později (šikmé lodní zdvihadlo Ronquiéres v Belgii – 1968, zdvihadlo Krasnojarsk na řece Jeniseji – 1968, otočné lodní zdvihadlo Falkirk – 2002 nebo návrh na vysokou plavební komoru s úspornými nádržemi). Jako součást projektu D–O–L byly realizovány některé stavby (zdymadla Hadík, Obříství a Hradec Králové na Labi). Některé stavby byly rozestavěny a dokončeny v prvých letech Československé republiky. Byla to zdymadla v Lobkovicích, Kolíně, Poděbradech a v Nymburce a jez Předměřice. Na Moravě byly upravovány řeky a také byla v letech 1907 až 1912 vystavěna přehrada Bystřička, jejímž účelem mělo být zásobování průplavu vodou. Práce na soustavné výstavbě vodních cest přerušilo vypuknutí světového válečného konfliktu a rozpad monarchie.

### První republika
Problematika výstavby vodních cest přešla po vzniku Československé republiky do působnosti ministerstva veřejných prací, a bývalá expozitura vídeňského Ředitelství pro stavbu vodních cest v Praze se přeměnila v Ředitelství pro stavbu vodních cest. Představy o technickém řešení vodní cesty D–O–L vycházely z dříve navržených tras s jediným rozdílem: napojení na Dunaj již nebylo uvažováno u Vídně, nýbrž u Devína. Cílem této změny bylo důsledné vedení trasy po československém území, tj. nezávisle na Rakousku. Říšský zákon nahradil nejprve zákon ze dne 11. června 1919 č.33 Sb. z. a n. o příslušnosti ve věcech stavby vodních cest, který řešil především kompetenční otázky, a poté zákon č. 50/1931 Sb. ze dne 27. března.
Byl vybudován jez u Koblova na Odře na trase průplavu, jehož pamětní deska hlásala „prvé zdymadlo na průplavu Dunaj–Odra“. Plynule pokračovala výstavba vodních cest v Čechách na středním Labi v úseku Mělník–Pardubice, kde bylo vystavěno 7 zdymadel s plavebními komorami (Přelouč, Kostelec nad Labem, Brandýs nad Labem, Lysá nad Labem, Kostomlátky, Srnojedy a Čelákovice. Téměř dokončeno bylo zdymadlo Klavary. V úseku nad Hradcem Králové byl zřízen stupeň Smiřice (bez plavební komory). V téže době bylo zřízeno i zdymadlo u Střekova na dolním Labi, které završilo kanalizování tohoto úseku. Zahájena byla i výstavba zdymadla Hradištko, které bylo dokončeno až během války.

#### Bratři Baťové
Mezi přesvědčivé zastánce urychlené výstavby vodní cesty Dunaj–Odra se řadil i podnikatel Tomáš Baťa. Po jeho tragické smrti v r. 1933 převzal vedení podniku Jan Antonín Baťa, jeho nevlastní bratr a blízký spolupracovník. Jan Antonín Baťa v letech 1934–1938, na základě státem vypsané zakázky podpory zaměstnanosti na Moravě, obnovil některé dříve vybudované vodní cesty a vybudoval dle projektů další nové vodní cesty. Firma Baťa zaplatila polovinu nákladů na stavbu malogabaritního „Baťova kanálu“ v trase Otrokovice–Rohatec, jež byla zřízena v letech 1934–1938. Druhou polovinu nákladů uhradilo ministerstvo sociální péče z titulu „produktivní péče o nezaměstnané“. Vodní cesta o celkové délce 51 km byla vybavena 14 plavebními komorami. Plavba na této vodní cestě byla zahájena 2. prosince 1938. Návrhy počítaly i s prodloužením této izolované vodní cesty k Dunaji a do Zlína. Na řece Moravě byly také v trase D–O–L vybudovány jezy v Kroměříži, Spytihněvi, Nedakonicích a Hodoníně.
Jan Antonín Baťa navrhoval vybudování kanálu i ve své vizionářské knize Budujme stát pro 40 000 000 lidí.

### Druhá republika a Protektorát
Po anšlusu Rakouska v březnu 1938 se stala realizace průplavu D–O–L životně důležitou otázkou integrace říšské vodocestné sítě.
19. listopadu 1938 byl podepsán Německo-československý protokol o způsobu uskutečnění odersko-dunajského průplavu a jeho labské větve. Už 20. listopadu 1938 se konala první schůzka Komise pro stavbu a provoz dunajsko-oderského průplavu. V rámci přípravných prací byl vypracován nový projekt vodní cesty. Předpokládala se výstavba v průběhu 6 let a výše nákladů měla dosáhnout 500 milionů RM. K překonání spádu bylo navrženo 27 stupňů (se zdvihadly 16–19) s dvojitými plavebními komorami s rozměry 225×12 m. Šířka kanálu ve dně měla být 32 m a v hladině 45 m, hloubka v některých úsecích až 4 m. Německá strana trvala na původní trase, odbočující z Dunaje u Vídně.
Slavnostní výkop průplavu Odersko-dunajského byl proveden 8. prosince 1939 poblíž Kandřína v dnešním Polsku. Součástí ceremonie bylo i otevření navazující vodní cesty – Gliwického průplavu, který měl následně umožnit propojení Odry a Visly. Práce započaly i na opačném konci vodní cesty u Vídně, kde bylo vyhloubeno koryto v délce 6 km, které dnes slouží rekreačním účelům a část se stala přírodní rezervací. Ve Vídni v ústí průplavu do Dunaje byl vybudován přístav Lobau. Práce také pokračovaly na přístupu po Labi, byla zahájena výstavba zdymadla u Velkého Oseku a dokončen plavební stupeň Hradištko, což umožnilo pravidelnou průběžnou plavbu od roku 1944 až do Kolína. V roce 1943 byly z důvodu válečného vývoje zastaveny veškeré práce.

### Studená válka
Evropská hospodářská komise při organizaci spojených národů v Ženevě (ECE/UNO) si již v roce 1959 vytyčila cíl, spočívající ve vytvoření evropské sítě vodních cest. Podle předpokladů ECE/UNO mělo toho být dosaženo realizací tří základních plavebních propojení:
- vodní cesty Rýn–Mohan–Dunaj (v provozu od roku 1993)
- vodní cesty Dunaj–Odra–Labe (studie proveditelnost 2016–2018)
- vodní cesty Odra–Visla–Dněpr (o obnově spojení jedná Polsko s Běloruskem a Ukrajinou).[zdroj?]

### Záměr kanálu po roce 1989
Dne 23. června 1997 byla v Helsinkách jménem České republiky podepsána Evropská dohoda o hlavních vnitrozemských vodních cestách mezinárodního významu (AGN).[zdroj?]
Důraz na zásadní roli propojení pro zlepšení konfigurace evropské sítě vodních cest se projevil i v přístupovém dokumentu, na jehož základě vstoupila Česká republika v roce 2003 do EU. V tomto dokumentu je projekt D–O–L zahrnut do výhledové dopravní sítě členských států unie.[zdroj?]
U zrodu nynějšího projektu s názvem „Vodní cesta Odra–Dunaj, dílo pro třetí tisíciletí“, který vyšel z plánů Hydroprojektu Praha z let 1966–1970, stála trojice Josef Podzimek (Povodí Vltavy), Petr Forman (ředitel a.s. Vodní cesty) a Jaroslav Kubec (odborník na lodní dopravu, ředitel sdružení Porta Moravica), které se v březnu roku 1989 podařilo přesvědčit o jeho přínosu Františka Čubu, předsedu Agrokombinátu Slušovice. Ten měl kontakty na nejvyšších místech komunistické moci a projekt od počátku s tímto „know-how“ kalkuloval. 21. dubna 1989 se v hotelu Slušovice sešla ustavující schůze, která rozhodla o založení akciové společnosti Ekotrans Moravia. Čubovi právníci využili zákon o akciovkách z dob Rakouska-Uherska, který podle nich nezrušil ani Gottwaldův znárodňovací zákon z roku 1949.
Akcionáře Ekotrans Moravia tvořilo na zakládající valné hromadě 64 velkých státních podniků, mezi nimi například třinecké i vítkovické železárny, Svit, Trnavské automobilové závody ad., které do projektu vložily zhruba půl miliardy korun. Projekt předpokládal, že stavbu zaplatí z prodeje vytěženého štěrku na dolním toku. Podle důvěryhodných pramenů bylo jedním z prvotních impulzů pro budování kanálu Dunaj–Ostrava využití velkého mobilního rypadla, které bylo na objednávku sovětské strany zkonstruováno v Uničovských strojírnách pro megalomanský plán obrácení toku sibiřských řek. Zakládajícím členem Ekotrans Moravia a předsedou jejího představenstva byl předseda slušovické KSČ Pavel Čmolík, generálním ředitelem Ekotransu byl od prosince 1989 Josef Podzimek, Jaroslav Kubec byl členem dozorčí rady od roku 1992, Petr Forman se jím stal v roce 1994.
Podle vyjádření tehdejšího ministra životního prostředí Josefa Vavrouška z roku 1993 patřil projekt Dunaj–Odra–Labe do muzea kuriozit. Několik společností, které byly s Ekotrans Moravia a Agrokombinátem personálně provázány a byly často zakládány na Slovensku, krátce po převratu zkrachovalo. Podle Václava Havla i tehdejšího ministra vnitra Jana Rumla mohlo být pravým účelem celého podniku vyvedení státního majetku v hodnotě zhruba tří miliard tehdejších korun do soukromých rukou. Na firmu Ekotrans Moravia byl roku 1995 prohlášen konkurs a roku 1999 byl konkurs zrušen protože po firmě nezbyl žádný majetek.

## Projekt v dvacátém prvním století
V původních plánech byla stavba vodního koridoru D–O–L byla rozdělena na 4 etapy:
1. etapa – napojení jižní Moravy na Dunaj vodní cestou a splavnění řeky Odry do Ostravy.
2. etapa – prodloužení vodního koridoru z Hodonína do Přerova, zde mělo být využito převážně úprav, jež byly provedeny při stavbě Baťova kanálu.
3. etapa – prodloužení vodního koridoru z Přerova do Ostravy s možnou plavební odbočkou do Olomouce. Tímto mělo být dosaženo strategického severojižního spojení.
4. etapa – prodloužení vodního koridoru z Přerova (Olomouce) do Pardubic. Tímto mělo být dosaženo propojení západní (Čechy) a východní části ČR (Morava, Slezsko) vodní cestou.
Středobodem celého vodního koridoru D–O–L se mělo stát město Přerov, u kterého bylo plánováno křížení tras vodního koridoru.
Na území uvažované trasy vodní cesty již byla stavební uzávěra. Evropská rada ve své rezoluci 1473 (2005) vyzvala Česko, Rakousko, Slovensko a Polsko, aby urychlily zpracování studie proveditelnosti projektu Dunaj–Odra–Labe a zintensivnily související politická jednání. Na celý projekt byla vypracována z podnětu vlád a ministerstev řada studií, ekonomických analýz apod. V letech 2016–2018 byla zpracována studie proveditelnosti Ministerstvem dopravy, jejíž výsledky měly být předloženy vládě ČR začátkem roku 2019. Ministerstvo dopravy uvedlo, že studie proveditelnosti vodního koridoru Dunaj–Odra–Labe prokázala ekonomickou návratnost projektu z pohledu dopravního, vodohospodářského, energetického i rekreačního. Lepší hodnocení mělo samotné propojení Dunaje s Odrou ve výši investice 281 miliard Kč, celý projekt Dunaj–Odra–Labe by dosahoval výše investice až 582 miliard korun. První úseky se měly podle ministerstva dopravy začít stavět v roce 2030. Vláda Andreje Babiše v říjnu 2020 schválila i přes silný odpor ekologů a odborníků první přípravy projektu mezi polským přístavem Kandřín-Kozlí a ostravským Svinovem. Výstavba první části kanálu byla vyčíslena na 15 miliard.

### Studie zabývající se vodním koridorem
- Studie proveditelnosti „Napojení jižní Moravy na Dunaj vodní cestou“ – v roce 2003, na základě vyhraného výběrového řízení, vypsaného Ředitelstvím vodních cest ČR, zpracovala společnost Dopravní rozvojové středisko ČR, a. s. (DRS ČR) ve spolupráci s CČS, a. s., IP NNC, s. r. o., Dopravoprojekt Bratislava a AVT Österreich. Studie definovala a posoudila varianty trasy vodní cesty a možné způsoby financování, zabývala se ochranou přírody a krajiny v zájmovém území, lokalizovala přístav v Břeclavi.
- Územní studie reálnosti a účelnosti územní ochrany průplavního spojení Dunaj–Odra–Labe – byla vypracovaná ministerstvem pro místní rozvoj v roce 2007, na základě usnesení vlády č. 561 ze dne 17. května 2006 o Politice územního rozvoje České republiky. Studie doporučila územní hájení trasy vodního koridoru.[11]

### Konec projektu
Programové prohlášení vlády Petra Fialy z ledna 2022 obsahovalo plán zastavení prací na kanále a částečné uvolnění související územní ochrany. V únoru 2023 vláda celý projekt ukončila zrušením územních rezerv pro všechny původní trasy vodního koridoru a též zrušila řadu souvisejících historických usnesení vlád.

## Parametry vodní cesty
Vodní cesta byla navrhována s následujícími rozměry:
- Třída vodní cesty[13]: Vb
- Přípustná délka tlačných souprav (m)[14]: 185
- Přípustná délka motor. náklad. lodí (m): 135
- Přípustná šířka plavidel (m): 11,4
- Přípustný ponor (m): 2,8
- Maximální nosnost souprav (t): 4 000
- Maximální nosnost motor. nákl. lodí (t): 2 700
- Délka plavebních komor (m): 190
- Šířka plavebních komor (m): 12,5
- Šířka plavební dráhy (m): 40,0
- Šířka lichoběžníkového profilu průplavu v hladině (m): 54,0
- Hloubka lichoběžníkového profilu průplavu (m): 4,0 – 5,0
- Minimální poloměr oblouků Rmin (m): 800
- Výjimečně přípustný poloměr oblouků Rmin min (m): 650
- Podjezdná výška mostů (m): 7,0

## Popis vlastní stavby
Koryto vodní cesty mělo být široké 50 metrů (pro srovnání stejně jako řeka Morava v Uherském Hradišti, nebo Labe u Přelouče) a mělo mít lichoběžníkový profil, který mělo mít z důvodu nižšího hydrodynamického odporu mít hloubku 7 metrů, měl být vysypán kamenným pohozem a u břehů, kde měly být též zřízeny mělkovodní zóny pro vodní živočichy, měly být vysázeny rákos a vrbové proutí. Břehy měly být lemovány stromy, které měly sloužit jako větrolamy a díky čemuž budou lodě a tlačné soupravy snadněji ovladatelné. Po březích měla též vést cyklostezka, která měla být zároveň i obslužnou komunikací.

## Pozitiva projektu
Projekt měl mít celoevropský význam, měly jej údajně využívat říční a říčně-námořní lodě z celé Evropy (i ze skandinávských či britských přístavů). Nákladním i osobním lodím se měla významně zkrátit cesta od Baltského moře (přístavu Štětína, Berlína či Wroclavi) k Dunaji (Vídně, Bratislavy) a dále do Černého moře (Constanta).
Podle „Studie reálnosti a účelnosti územní ochrany průplavního spojení Dunaj–Odra–Labe“ zpracovaná koncem roku 2007 na základě usnesení vlády č. 561/2006 byla hlavní pozitiva průplavu:
- Průplavní systém může být velmi účinně využitelný pro povodňovou ochranu zejména v povodí Moravy. Tím by se mohla zvýšit efektivnost nákladných investic nutných pro zajištění jak ochrany, tak i plavby
- Systém průplavního spojení D–O–L může být vodohospodářsky využitelný jako krizový zdroj vody ve vzdáleném výhledu pro dlouhodobě zdrojově chudé oblasti zejména v povodí Moravy, ohrožené nejvýrazněji možnými důsledky klimatických změn. Bude-li v něm dostatek vody.

Naopak při kritickém suchu mělo být možné pomocí celé soustavy čerpacích stanic vylepšit vodní režim blízkých toků.
Snížení negativních dopadů na životní prostředí při přepravě zboží vodní cestou, doložené na současných vodních cestách. (Např. studie organizace PLANCO a Spolkového úřadu pro hydrologii z dubna 2008 pro hromadné substráty v relaci Hamburg–Děčín, podle které jsou externí náklady při přepravě po vodě 3,5 krát nižší než při přepravě po železnici a 6,3 krát nižší než při přepravě po silnici. Vzhledem k tomu, že v dané relaci je Labe tekoucí řekou a v případě průplavu Dunaj–Odra–Labe se bude jednat o klidnou hladinu, dalo se předpokládat že externí náklady při přepravě průplavem by nebyly vyšší.)
Umožnění přepravy těžkých a nadrozměrných nákladů, v současnosti nepřepravitelných nebo přepravovaných po silnici jako nadměrné náklady, za cenu zvláštních nákladných opatření a nadměrného opotřebení silničního tělesa. Především export výrobků ostravských železáren a strojíren. Podle zastánců průplavu byly díky možnosti přepravy strategických surovin (ropa, plyn) ve větším množství vodní cesty strategickou součástí národních hospodářství a pomáhají předcházet krizím s těmito komoditami.
Snížení cen dopravy zemědělských produktů a umožnění jejich výhodného exportu po síti evropských vodních cest i do vzdálených lokací a to především z regionů, kde by byly umístěny přístavy.
Možnost vytvoření vnitrozemských dopravních hubů a jejich využití pro kontejnerizaci globální dopravy, což bylo v souladu se strategií globálních přepravců typu Maersk či MCS. Tato push import kontejnerizace přenáší poslední část dopravy z přímořských přístavů hluboko do vnitrozemí (kontejnery mohou být prioritizovány v závislosti na požadovaném datu dodání), což snižuje náklady na přepravu. Vnitrozemské přístavy pak fungují jako vzdálené brány mořských přístavů.[zdroj?]
Převedení části především tranzitní silniční dopravy na vodní cesty a železnici mělo pomoci snížit znečišťování ovzduší a tím přispět k boji proti změnám klimatu. Ze stejného důvodu je nyní budován průplav Seina – severní Evropa mezi Francií a Belgií.
Přesun dálkových kontejnerů z železnice na lodě měl umožnit vznik kapacity pro přesun přepravy z nákladní automobilové dopravy na železnici.[zdroj?]
Vznik nových rozvojových území přímo na březích koridoru jak pro rekreaci, tak pro práci.[zdroj?]
Rozvoj cestovního ruchu prostřednictvím nových turistických a rekreačních služeb vázaných na vodní cestu jako jsou: osobní lodní doprava (boating a jachting, zájezdy kajutovými loděmi), cykloturistika, rybolov, táboření, koupání, návštěva vodních děl či bydlení na vodě.[zdroj?]
Na jednotlivých stupních (jezech atd.) je možné postavit přečerpávací elektrárny a využít vodní koridor D–O–L i k akumulaci elektrické energie.[zdroj?]
Posílí energetickou resilienci země vzhledem k možné přepravě energetických surovin jako je kapalný zemní plyn nebo ropné deriváty z evropských námořních přístavů bez nutnosti budování produktovodů či plynovodů.[zdroj?]
V závislosti na kompenzačních opatřeních se nabízí možnost vytvoření nadregionálního biokoridoru, procházející celou Moravou z jihu na sever a s odbočkou do Východních Čech, v kterém by mohly bez překážek migrovat zvířata a použít ho jako páteř se spojkami k lokálním biokoridorům. S ohledem na to, že většina vodního koridoru D–O–L prochází intenzivně zemědělsky obhospodařovanou krajinou, může toto vést k značné ekologické stabilizaci velkých území na Moravě.[zdroj?]
Návaznost na multimodální transevropské logistické centrum T.T.T. připravované na Slovensku v oblasti Malacek kombinující letiště v Vídni, vojenského letiště v Malackách, v Bratislavě, v Piešťanech, v Brně-Tuřanech, vodní dopravu pomocí DOL a Dunajské vodní cesty, hlavní železniční tratě směřující do Bratislavy, Vídně a Brna a plánované širokorozchodné tratě z Čierné nad Tisou, určené pro přepravu se zeměmi Dálného Východu.[zdroj?]
V Polsku u Bohumína je naopak plánováno nadregionální multimodální centrum využívající širokorozchodnou trať vedenou z Polska navazující na vodní koridor D–O–L.[zdroj?]

## Negativa
Podle zmiňované studie mezi negativa patřila:
- Diskutabilní přímé i nepřímé socioekonomické přínosy z vedení D–O–L napříč územím České republiky, a to jak domácí, tak nadnárodní
- Ekonomická i  environmentální efektivita vodní dopravy jako perspektivního protipólu k těžké nákladní dopravě silniční ovšem vykoupená značnou a trvalou devastací krajiny, vodních zdrojů apod.

Není pravda, že vodní doprava je tou nejekologičtější. Sice nepřekračuje hlukové normy, ale proti nákladní železniční dopravě v elektrické trakci je emisně šetrnější jen u emisí SO2 a CO2, zatímco je o až 1000násobně náročnější u emisí polycyklických aromatických uhlovodíků PAU, oxidu uhelnatého CO, oxidů dusíku NOx, těkavých organických látek VOC a tuhých emisí PM.
Vysoká stavební, technická a především finanční náročnost případné realizace Labské větve průplavního spojení D–O–L v úseku Přerov – Pardubice.
Nepříznivé důsledky realizace D–O–L na přírodní a krajinné hodnoty.
Podle stanoviska ministerstva životního prostředí vedeného Martinem Bursíkem (Strana zelených) z roku 2009 by stavba poškodila nebo zničila mimo jiné 17 území zařazených do soustavy Natura 2000 bez možnosti jakýchkoli kompenzačních opatření.
Pochyby o plném využití vodního koridoru D–O–L pro nákladní dopravu. Jeho trasa kopíruje železniční koridory a komunikace dálničního typu.[zdroj?]
Pokud zdroj i cíl neleží při vodní cestě, neodstraňuje se při vnitrozemské přepravě nutnost nejméně jedné překládky (ale spíše dvou), stejně jako u jiné kombinované dopravy (např. silnice-železnice). Pokud se k přepravě nepoužije lichterů, je při námořní (zaoceánské) přepravě nutnost další překládky z říčního na námořní plavidlo.[zdroj?]
Nevýhodou je také nižší rychlost vodní dopravy ve srovnání s železniční a silniční dopravou a tedy vyšší náklady pro přepravce za využití přepravní jednotky (např. kontejneru) po delší dobu. Ty jsou ale značně kompenzovány nižšími přepravními náklady. V důsledku toho je D–O–L prakticky nepoužitelný pro přepravu zboží krátkodobé spotřeby a veřejnou dopravu osob.[zdroj?]
Statistiky dopravy na Průplavu Rýn–Mohan–Dunaj ukazují, že reálná přeprava kontejnerů vodní cestou výrazně poklesla z původních průměrných 7 700 TEU za rok v letech 1995–2000 na průměrných 1 030 TEU za rok v letech 2007–2012. Celková roční přeprava průplavu Rýn–Mohan–Dunaj je cca 6 mil tun ročně, což je několikanásobně méně, než předpokládají studie pro D–O–L (35 mil. tun ročně).
Cesta Rotterdam–Oděsa po řekách trvá ze západu na východ 23 dní, z východu na západ 30 dní. Po moři přes Gibraltar a Bospor se plaví dieselová loď deset dnů, loď s turbínami pak šest. Náklady cesty po moři jsou desetinové, doba zhruba třetinová.
Dlouhodobá blokace území dotčeného vedením průplavního spojení D–O–L v ČR, spojená s omezeními a nejistotami v plánování, podnikání a možnostech využívání dotčených území.
V Polsku chybějí zdymadla na 520 kilometrech, v Německu na 630 kilometrech, v Česku na Labi na 45 kilometrech.
Součástí projektu, který prosazuje zejména Čína jako prostředek své ekonomické expanze do Evropy, má být obří kontejnerové překladiště s kapacitou až jeden milion kontejnerů. Původně mělo stát na území České republiky poblíž Hodonína, ale pro odpor samosprávných orgánů i vědců se s jeho stavbou počítá na území Slovenské republiky, v sousedství obce Holíč, kde ho podporuje starosta Zdenko Čambal. Kamionová doprava (odhadem 400 kamionů denně) by zatížila sousední území Moravy, kde se nachází historicky a archeologicky evropsky významné území mikulčicko-kopčanské sídelní aglomerace, které je přitom připravováno do zápisu Světového seznamu UNESCO. Negativně ovlivní i tři evropsky významné lokality Natura 2000. Projekt překladiště má realizovat firma DOE Europe SE (Korunovační 103/6, Praha 7).

### Podezření z korupce
Autory klíčové studie proveditelnosti kanálu, kterým bylo sdružení firem Aquatis a Sweco Hydroprojekt, podezřívala policie z manipulace zakázek. Studie se původně účastnila i třetí firma Vodní cesty, která v době zisku zakázky patřila Zemanovu poradci Petru Formanovi. Podle podezření detektivů se firmy Sweco a Aquatis účastnily pletich v soutěžích na tendry týkající se právě obřích vodních děl. Národní centrála proti organizovanému zločinu (NCOZ) v dubnu roku 2018 zasahovala v pražském sídle Povodí Vltavy i v brněnské centrále Povodí Moravy a také zabavovala počítače a písemnosti z obou soukromých firem. Policie vyšetřuje např. projekt na protipovodňová opatření Olomouce. Policisté kvůli tomu zasahovali na tamní radnici, jíž jako primátor šéfoval pozdější ministr kultury blízký prezidentu Zemanovi Antonín Staněk (ČSSD).
Studii zadávalo ministerstvo dopravy a byl pod ní podepsán někdejší ministr dopravy v Zemanově vládě a člen Strany práv občanů − Zemanovci Jaromír Schling nebo Zdeněk Dufek, někdejší předseda jihomoravské ČSSD, blízký Michalu Haškovi. Myšlenku na vybudování kanálu kromě prezidenta Zemana dlouhodobě propaguje také spolek Plavba a vodní cesty, kterému předsedá někdejší pracovník hradní kanceláře a místopředseda Zemanovců Radek Augustin. Od roku 2017 uvedenému spolku státní podnik Povodí Moravy, který NCOZ vyšetřuje také, poslal celkem 421 tisíc korun. Dalších minimálně 60 tisíc na inzerci spolku poslalo Ředitelství vodních cest. Nynější předseda správní rady spolku Josef Podzimek a člen správní rady Petr Forman byli spoluvlastníky Vodních cest v době, kdy společnost spolu s firmami Aquatis a Sweco Hydroprojekt vysoutěžila zakázku na studii proveditelnosti, která stavbu kanálu doporučuje.

## Příznivci a odpůrci
Vodní koridor svými vyjádřeními podpořil český prezident Miloš Zeman, polský prezident Andrzej Duda, polská vláda Beaty Szydłové, Ficova slovenská vláda – bývalý ministr dopravy a výstavby Arpád Érsek, bývalý rakouský prezident Heinz Fischer, čínský prezident Si Ťin-pching, Hospodářská komora ČR, Agrární komora ČR, Svaz dopravy ČR, někteří lokální političtí představitelé v Polsku (starostové, maršálkové, vojvodové), některá města a obce na trase průplavu, námořní přístav Štětín, skupina odborníků[kdo?] z vodohospodářství, hydrometeorologie, geologie, energetiky, ekonomie, urbanismu a životního prostředí podepsaná pod nesouhlasem se stanoviskem komise Akademie věd. V minulosti projekt také podpořili bývalý polský prezident Bronisław Komorowski, bývalí předsedové polské vlády Donald Tusk a Jerzy Buzek, bývalý předseda slovenské vlády Robert Fico.
Zásadní výhrady k projektu mají experti z nejrůznějších oborů, někteří politici, obce i Nejvyšší kontrolní úřad. Mezi kritiky projektu patří ekologové a environmentalisté, včetně poradního orgánu Akademie věd ČR – Komise pro životní prostředí, obávající se narušení přírodních biotopů a krajiny, a některá města a obce na navrhované trase vodního koridoru D–O–L, kterým územní ochrana neumožňuje zastavět dotčené pozemky.Z velkých regionálních sídel lze mezi odpůrce stavby zařadit například město Ostrava nebo Olomouc. Z regionálních politiků lze mezi odpůrce projektu zařadit i ostravského primátora Tomáše Macuru. Projekt vyvolává jisté obavy i na straně rakouských politiků, kteří kanál nepovažují za prioritu a mohou se například obávat odebírání vody z povodí Dunaje, nebo ekologických dopadů spojených s kanálem na Rakouské území.